# الملك الصالح إسماعيل بن لؤلؤ
الملك الصالح ركن الدين إسماعيل بن بدر الدين لؤلؤ (تُوفي عام 1262 م) كان حاكمًا لمدينة الموصل شمال العراق في القرن الثالث عشر، ووالده هو بدر الدين لؤلؤ.

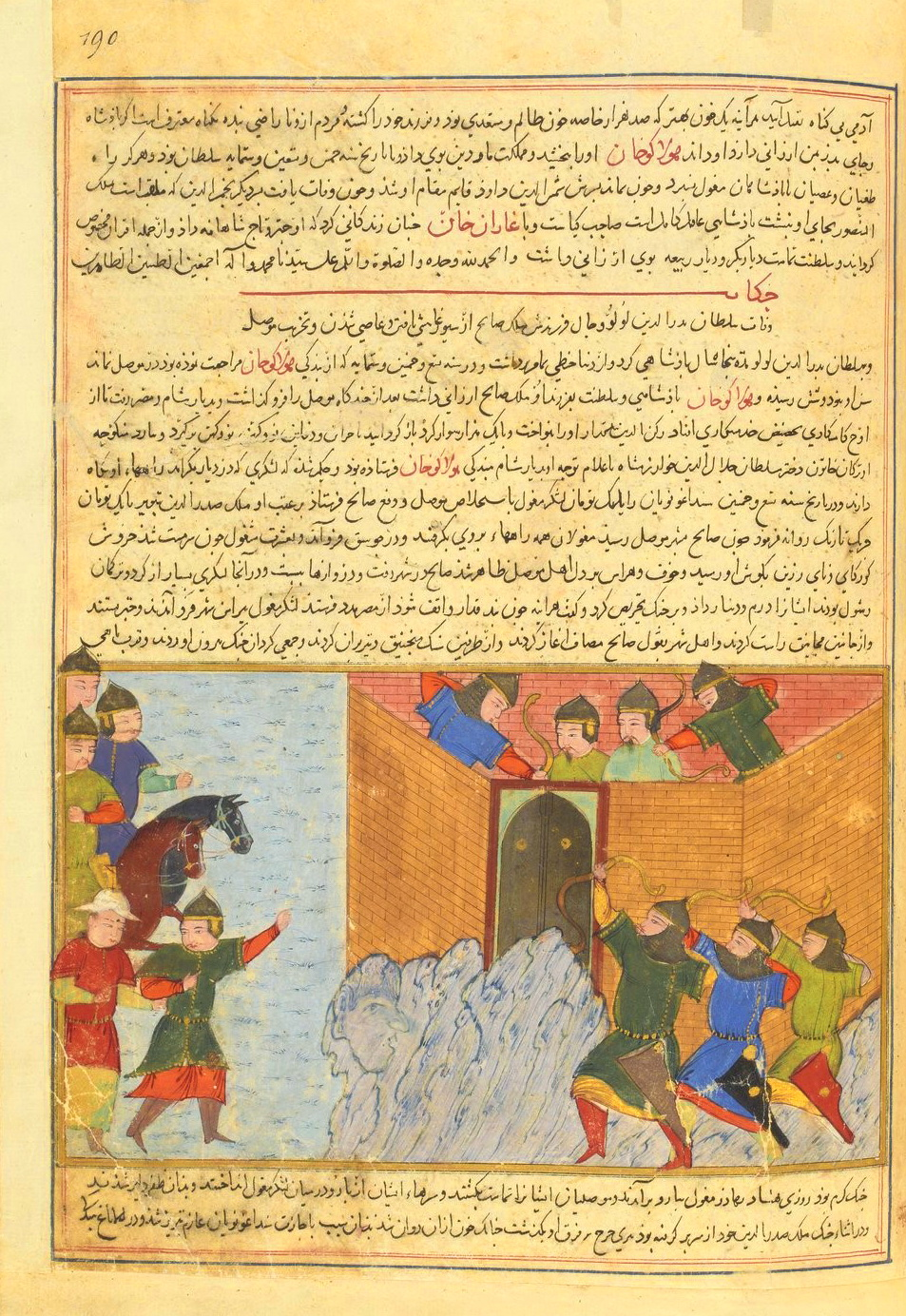
منمنمة فارسية، من القرن الخامس عشر توضح حصار المغول للموصل. وهي رسم توضيحي من طبعة من كتاب التاريخ العالمي لرشيد الدين.

كان والده، هو بدر الدين لولو الذي كان عبدًا محاربًا (مملوكًا) سابقًا من للزنكيين، وأصبح حاكمًا للموصل في عام 1234 م، وكان من أعلام سلاطين الذين أمكنوا النهضة السنية التي أنهَت قرن الشيعة. وفي عام 1258، عاون المغول بقيادة هولاكو، الذين كانوا يتقدمون إلى العراق، وساعدهم في حملتهم لإسقاط بغداد والمذبحة التي تبعتها، وقد وتوفي في العام التالي.
خلف إسماعيل والده ولقّب نسه بـ(الملك الصالح)، لكنه فر على الفور إلى القاهرة، حيث كان يأمل في الحصول على دعم من المماليك الحاكمين في طرد المغول من العالم الإسلامي. وفي أيلول 1260 م، انتصر المماليك في معركة عين جالوت، وبعد ذلك شنوا هجومًا مضادًا بقيادة السلطان بيبرس، والذي طرد المغول من الشام في العام التالي. وكان في حاشية الخليفة المستنصر الثاني، الذي كان محميًا تحت ظل السلطان الظاهر بيبرس، عاد إسماعيل إلى العراق في أواخر عام 1261 وتمكن من إعادة دخول الموصل. ومع ذلك، حاصر جيش المغول المدينة في 26 تشرين الثاني 1261 م. صدت القوات المغولية المتفوقة محاولة إغاثة من المماليك بقيادة آقوش البرلي في أيار 1262 م في جبال سنجار. وفي أوائل آب من ذلك العام، دخلَت قوات محلية مدينة الموصل ودمرتها بالكامل. وفي تلك الأثناء، أُلقي القبض على إسماعيل وأُعدم بوحشية.

## الأدب
- روفين أميتاي بريس[الإنجليزية]، المغول والمماليك: الحرب المملوكية الإلخانية 1260–1281، (2005)، ص 60 ف.

| سبقه بدر الدين لؤلؤ | صاحب الموصل 1262 - 1259 | تبعه المغول |

قالب:Folgenleiste